# خایمه گارسیا (سوارکار)
خایمه گارسیا (اسپانیایی: Jaime García‎; ۳ اکتبر ۱۹۱۰ – ۱۶ مهٔ ۱۹۵۹) سوارکار اهل اسپانیا بود.